# خاصیت ارشمیدسی

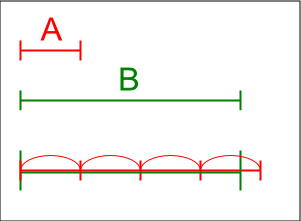
شرح مصوری از خاصیت ارشمیدسی

در جبر مجرد و آنالیز، خاصیت ارشمیدسی (Archimedean Property) که براساس نام ریاضی‌دان یونانی، ارشمیدس از سیراکوز نامگذاری شده، خاصیتی است که برای برخی از ساختارهای جبری چون گروه‌های مرتب یا گروه‌های نرم‌دار و میدان‌ها برقرار است. این خاصیت بیان می‌دارد که برای دو عدد مثبت دلخواه x و y، عدد صحیحی چون n وجود دارد چنان‌که {\displaystyle nx>y}. معنای دیگرش این است که مجموعه اعداد طبیعی از بالا کراندار نیستند. همچنین این خاصیت را به‌طور نادقیق می‌توان این‌گونه توصیف نمود که هیچ عنصر بی‌نهایت بزرگ یا بی‌نهایت کوچکی وجود ندارد. اتو استولز این اصل را به نام ارشمیدس نام‌گذاری نمود، چرا که در اصل پنجم کتاب ارشمیدس با عنوان «در مورد کره و استوانه» پدیدار شده است.

## کاربردهای خاصیت ارشمیدسی
1. ساختار اعداد حقیقی:  خاصیت ارشمیدسی یکی از ویژگی‌های بنیادین اعداد حقیقی است و به تمایز آن‌ها از برخی سیستم‌های عددی دیگر، مانند اعداد پادی (p-adic numbers)، کمک می‌کند.
2. حل مسائل حدی و پیوستگی:  این خاصیت نقش مهمی در تعریف حدود، کران‌ها، و سری‌های ریاضی دارد. همچنین در قضایایی مثل حداقل بالا (Least Upper Bound) یا اصل خوش‌مرتبی (Well-Ordering Principle) به‌کار می‌رود.
3. آنالیز حقیقی:  خاصیت ارشمیدسی اساس بسیاری از مفاهیم در آنالیز ریاضی است، از جمله تعاریف اعداد گنگ و اعداد حقیقی.
4. مقایسه ترتیب‌ها:  خاصیت ارشمیدسی تضمین می‌کند که هیچ فاصله یا شکاف بی‌نهایت کوچک یا بی‌نهایت بزرگی بین اعداد حقیقی وجود ندارد.

## تعمیم به فضاهای دیگر
خاصیت ارشمیدسی را می‌توان در ساختارهای دیگر، مانند گروه‌های مرتب یا میدان‌های مرتب، تعریف و بررسی کرد. در این حالت، گفته می‌شود که گروه یا میدان دارای خاصیت ارشمیدسی است اگر برای هر دو عنصر مثبت x و y، بتوان با جمع‌های متوالی x، مقدار y را پشت سر گذاشت.

### سیستم‌های غیرارشمیدسی
سیستم‌های عددی مانند اعداد پادی (p-adic numbers) یا ساختارهای خاص در آنالیز غیرمعیاری، خاصیت ارشمیدسی ندارند. به عنوان مثال، در اعداد پادی، اعداد بسیار بزرگی وجود دارند که نمی‌توان آن‌ها را با جمع‌های متوالی یک عدد کوچک‌تر پشت سر گذاشت.

## ارجاعات
1. ↑  https://www.math.cuhk.edu.hk/course_builder/2021/math2050c/MATH%202050C%20Lecture%204%20(Jan%2021).pdf
2. ↑  G. Fisher (1994) in P. Ehrlich(ed.), Real Numbers, Generalizations of the Reals, and Theories of continua, 107-145, Kluwer Academic